# Glebelands School
Glebelands School ist eine  Sekundarschule in Cranleigh, Surrey in  England. Sie ist koedukativ und nimmt Schüler zwischen 11 und 16 Jahren auf.

## Geschichte
Die Schule wurde im 1956 gegründet. Der Kranich als Symbol repräsentiert die Schule, weil Cranleigh (früher Cranely) für seine Kranichreservate bekannt war.
Das ursprüngliche Motto der Schule war „Vigilance“ (Wachsamkeit). Es wurde zwischen 2004 und 2009 von Frau Knight und dem Gouverneursrat in „Learning with confidence“ (Lernen mit Selbstbewusstsein) geändert. 2009 wurde es wieder in „Respect and achieve“ (respektiere und erreiche) geändert.

## Pädagogische Ausrüstung und Plätze

### Musik und Performance
Die Schule hat regelmäßig Konzerte in der Aula.

### Sport
- Fußball, Rugby und Cricket Plätze
- Netballplatz
- Sechs Tennisplätze
- Turnhalle